# ウィリアム・マッケンジー (第5代シーフォース伯爵)
第5代シーフォース伯爵ウィリアム・マッケンジー（英語: William Mackenzie, 5th Earl of Seaforth、1681年 - 1740年）は、スコットランド貴族、軍人。1715年ジャコバイト蜂起に参加したことで公権喪失となった。

## 生涯

### 初期の経歴
第4代シーフォース伯爵ケネス・マッケンジーとフランシス・ハーバートの長男として生まれた。1714年にジョージ1世がグレートブリテン国王に即位すると、居城での軟禁を余儀なくされた。

### 1715年ジャコバイト蜂起
1715年、マー伯爵ジョン・アースキンがブレイマーで挙兵した会議に参加した後、10月にスコットランド氏族の兵士3千人を率いてパースでマー伯爵と合流した。サザーランド伯爵はシーフォースの進軍を止めようとしたが、サザーランドは攻撃を受けると撤退した。シーフォースは南進を続け、シェリフミュアの戦いに参戦した。戦後、北方諸郡の軍指揮官に任命された。インヴァネスが第11代ラヴァト卿サイモン・フレイザーに占領されたが、シーフォースはその回復を試みて北上した。途中でアレクサンダー・ゴードンが加勢したものの、多勢に無勢でサザーランド伯爵に降伏せざるを得なかった。直後、シーフォースはルイス島で支持者を集めようとしたが、政府軍が派遣されてきたため、ロス＝シャーに逃げ、さらにフランス王国に逃亡して1716年2月にサン＝ジェルマン＝アン＝レーに到着した。5月7日、グレートブリテン議会はシーフォースの公権喪失と財産没収を議決した。

### 1719年ジャコバイト蜂起
1719年ジャコバイト蜂起ではマーシャル伯爵とともに戦ったが、6月10日のグレン・シールの戦いで重傷を負い、西部諸島に逃げたのちフランスに再び逃亡した。
シーフォースは財産が没収されたにもかかわらず、その支持者が彼に家賃を払い続け、政府への支払いを拒否した。1725年に武装解除法が成立すると、シーフォースは支持者に武器を放棄し、以降政府に家賃を支払う代償として滞納金を免除するよう助言した。スコットランド総指揮官ジョージ・ウェイドはそれに同意したばかりか、影響力を行使してシーフォースの恩赦を口利きした。ウェイドによるシーフォースの恩赦提案はアーガイル公爵に強く反対されたが、成功を収め、シーフォースは1726年6月12日の勅許により公権喪失が解かれた（財産没収は維持）。
1740年1月8日、ルイス島で死去、同地の教会に埋葬された。

## 家族
コックスハウのニコラス・ケネット（Nicholas Kennet）の1人娘メアリー（1739年没）と結婚して3男1女をもうけた。
- ケネス・マッケンジー（英語版）（1718年 - 1761年） - 氏族長を継承。庶民院議員
- ロナルド・マッケンジー - 未婚のまま死去
- ニコラス・マッケンジー - ドゥエーで死去
- フランシス・マッケンジー - 第8代ケンミュア子爵ジョン・ゴードンと結婚